# Pericolo giallo

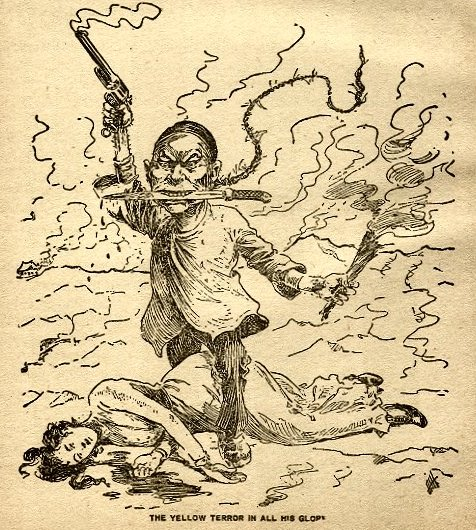
Il terrore giallo in tutta la sua gloria, vignetta satirica del 1899

Il pericolo giallo o terrore giallo o minaccia gialla (in inglese: Yellow Peril, Yellow Terror, Yellow Menace) è la credenza, nata alla fine del XIX secolo, che i popoli dell'Asia orientale e sud-orientale costituiscano un pericolo per il mondo occidentale.
Il concetto di "pericolo giallo" deriva da una visione dei popoli orientali come "scimmie, uomini inferiori, primitivi, bambini, pazzi ed esseri che possedevano poteri speciali", che si sviluppò durante il XIX secolo. Alla fine del secolo, il sociologo Jacques Novikow coniò il termine nel saggio "Le Péril Jaune", opera che Guglielmo II sfruttò per incoraggiare gli imperi europei ad invadere e colonizzare la Cina. Sfruttando il pericolo giallo, il Kaiser descrisse la vittoria giapponese/asiatica contro i russi (nella guerra russo-giapponese), come una minaccia razziale asiatica per l’Europa occidentale bianca, e avvertì del pericolo che la Cina e il Giappone si potessero alleare, per conquistare e schiavizzare il mondo occidentale.
Il sinologo Wing-Fai Leung ha spiegato le origini del termine e dell'ideologia razzista: "L'espressione Yellow Peril (a volte Yellow Terror o Yellow Specter)... fonde le ansie occidentali riguardo al sesso, le paure razziste dell'Altro e la credenza spengleriana che l’Occidente diventerà in inferiorità numerica e schiavo dell’Oriente". L'accademica Gina Marchetti identificò la paura psico-culturale degli asiatici orientali, come "radicata nelle paure medievali di Gengis Khan e delle invasioni mongole dell'Europa, il Pericolo Giallo combina il terrore razzista nei confronti di culture aliene, ansie sessuali e la convinzione che l'Occidente sarà sopraffatto e avvolto dalle forze irresistibili, oscure e occulte dell'Est".
Di conseguenza, per opporsi al militarismo imperiale giapponese, l'Occidente incluse anche il popolo giapponese (all'interno del "pericolo giallo"). Inoltre, tra la fine del XIX e l'inizio del XX secolo, gli scrittori svilupparono il topos letterario del "Pericolo Giallo" in diverse opere (soprattutto in storie di conflitti etnici, nei romanzi d'avventura e di fantascienza).

## Retorica del pericolo giallo

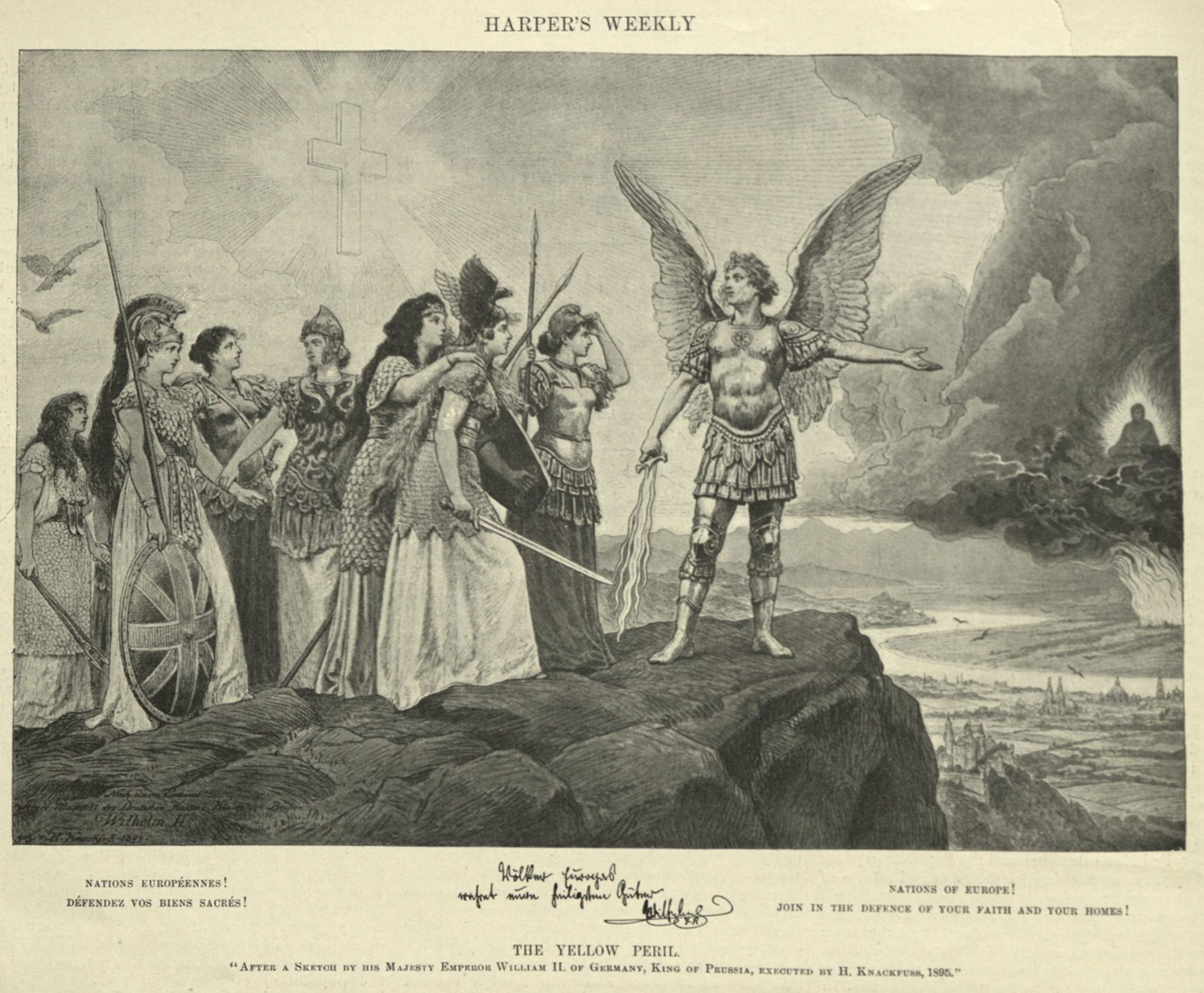
Una vignetta sul "Gelbe Gefahr"/pericolo giallo.
La didascalia recita "Völker Europas, wahrt eure heiligsten Güter"/"Popoli d'Europa, conservate i vostri beni più sacri". In primo piano, le principali Nazioni europee (la Francia, la Germania, la Russia, l'Austria-Ungheria, l'Italia, la Gran Bretagna e la Spagna), protette da una gigantesca croce sospesa sopra di esse, osservano il loro nemico (indicatogli da un angelo): un Buddha cinese.
Venne donata da Guglielmo II a Nicola II (come pretesto per giustificare il colonialismo europeo in Cina).

Nel 1904 Austin de Croze scrisse nel suo libro Le péril jaune et le Japon: «Si teme che i giapponesi si fondano con i cinesi, li modernizzino, rendendoli dei "cittadini" e quindi diventino la prima potenza al mondo. Di questo che è chiamato il Pericolo giallo noi dimostreremo la puerilità».
Da parte sua, Jacques Novicow analizzò il fenomeno nel 1897. Il sociologo russo-francese, che intendeva dimostrare non senza ironia le paure infondate del pericolo giallo, orientò la sua riflessione sul terreno dell'economia, piuttosto che su quello militare:
(Le péril jaune)
L'Occidente stava conoscendo proprio in quel periodo la prima ondata di immigrazione cinese, soprattutto verso gli Stati Uniti (California) e l'Australia. Spesso essa era accoppiata con la metafora entomologica del "formicaio" asiatico, un'espressione probabilmente originata dal tedesco gelbe Gefahr, risalente al tempo della lega europea contro la Cina (1900) e attribuita al Kaiser Guglielmo II, che l'avrebbe coniata nell'ambito del tentativo dei sovrani tedeschi di unire le nazioni occidentali che possedevano colonie in Asia contro il pericolo della crescita della Cina e del Giappone.
All'incirca nello stesso periodo il termine faceva fortuna nei paesi anglosassoni. Nel 1898 lo scrittore inglese M. P. Shiel pubblicò una serie di racconti dal titolo The Yellow Danger, la cui trama è ispirata all'omicidio di due missionari tedeschi a Kiao-Ciao in Cina nel 1897. Secondo l'interpretazione di Jacques Decornoy, il pericolo giallo è dunque una invenzione di «imperialisti e colonialisti bianchi» e «s'inscrive nella continuità del mito dei Barbari con cui condivide l'espressione occidentale di una paura di decadenza». Al volgere del secolo, nel 1901, l'attualità scottante riguardava, più in particolare, "le nazioni europee impegnate negli affari della Cina". Le Péril Jaune, pubblicato dall'economista Edmond Théry, faceva della metafora del colore la "battaglia delle razze".
In seguito, il pericolo giallo viene a designare il pericolo che il Giappone - questa giovane nazione, questo miglior discepolo della rivoluzione francese - sembrava rappresentare per le nazioni occidentali e colonialiste durante il conflitto che l'oppose alla Russia dal 1904 al 1905. Il predicatore avventista statunitense G. G. Rupert pubblicò nel 1911 The Yellow Peril, or the Orient vs. the Occident as viewed by modern statesmen and ancient prophets, legata alla sua teoria che gli "ultimi giorni" avrebbero visto una lotta di potere tra Oriente e Occidente, una visione che contribuì ad alimentare la paura del "pericolo giallo" oltreoceano.

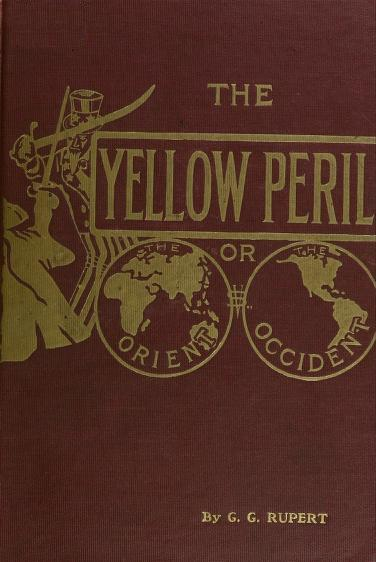
Copertina delle terza edizione del libro The Yellow Peril di G. G. Rupert (1911), che ritrae lo Zio Sam impegnato in un duello di spada con uno stereotipato guerriero cinese con codino.

Rupert includeva anche la Russia tra le razze "orientali" che, secondo lui, avrebbero finito per invadere l'America. Secondo Rupert il riferimento a "i Re dall'Oriente" in Apocalisse 16:12, sarebbe stata una predizione di questo evento. Egli credeva che la Russia avrebbe preso il controllo di Cina e Africa e che questa forza congiunta avrebbe poi cercato di sopraffare l'Occidente. Egli affermò che la Cina, l'India, il Giappone e la Corea stessero già minando la Gran Bretagna e gli Stati Uniti, ma che Gesù Cristo li avrebbe fermati. La vittoria finale dell'Occidente sull'Oriente avrebbe confermato le profezie bibliche, nell'interpretazione di Rupert.

## Guerra russo-giapponese

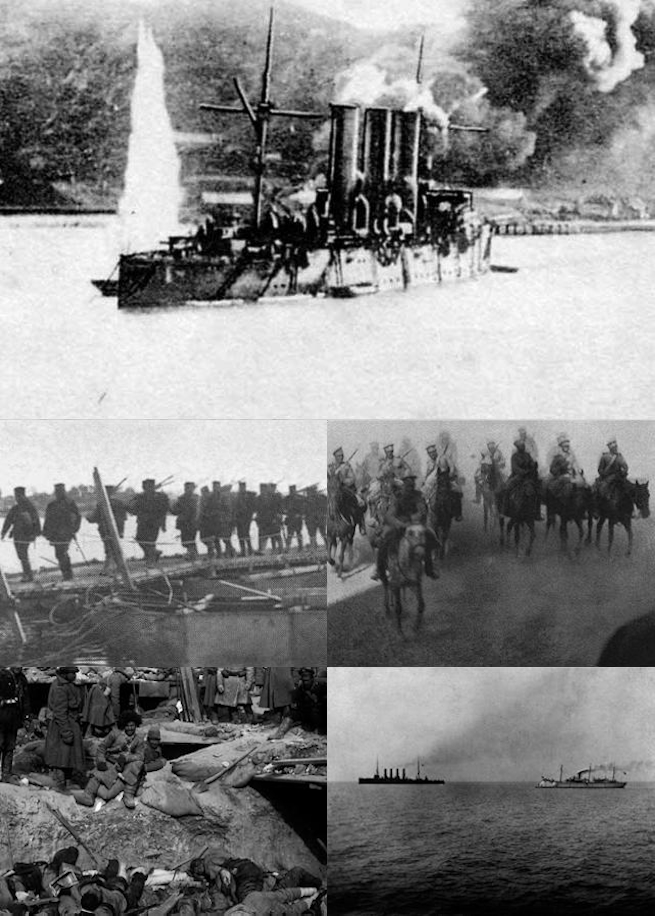
Immagini della guerra russo-giapponese del 1904-1905

La guerra russo-giapponese è la "prima guerra del XX secolo" e appassiona le opinioni nazionali da gennaio 1904 ad agosto 1905. Il progresso tecnico, il telegrafo, l'invio di corrispondenti e la presenza di osservatori europei permettono una buona "copertura" degli eventi, nonostante la censura militare con la quale a volte si sono confrontati i giornalisti. La retorica del "pericolo giallo" è discussa in un articolo di Patrick Beillevaire sulla maniera con cui la stampa copre il conflitto, mentre il pubblico francese è in gran parte a favore della maggioranza russa.
"L'annientamento della flotta russa nello stretto di Tsushima, il 27 e 28 maggio 1905 si sarebbe scritto in modo durevole nella memoria dell'Occidente. Non è più il tempo d'interrogarsi su "l'attitudine dei giapponesi alla civiltà occidentale", sulla loro capacità di appropriarsi di "una civiltà lungamente elaborata da persone di un'altra razza. Da ora in poi, si potrà contare su un nuovo pretendente alla spartizione dell'Asia." La retorica utilizzata dai quotidiani a grande tiratura del tempo, Le Matin, Le Temps e Le Siècle, ma anche Le Petit Parisien e Le Petit Journal che coprono il conflitto, è abbastanza rivelatrice di una "miopia" denunciata a suo tempo ad esempio da Louis Aubert.
Le Siècle dell'8 febbraio 1904 rende conto dell'"attacco a sorpresa" del Giappone sulla Russia: "Il Giappone è una nazione bambina. Ora che ha questi giocattoli-colosso (corazzate), ma non è abbastanza ragionevole, non è abbastanza grande per non provare. Vuole sapere come se ne fa uso. È come il "ragazzo" a cui è stato comprato un treno: deve far assolutamente correre la ferrovia". Poi, il 10 febbraio: "L'orgoglio e il gusto della guerra potrebbe avere a che fare con la condotta del Giappone. Noi non mancheremo di rappresentare i giapponesi come disturbatori dell'ordine pubblico e della pace, che sono incontestabilmente, come barbari, che sono rimasti, nonostante i debiti fatti con l'Europa civilizzata."
Le Parisien del 3 aprile 1904 commenta così l'evento:
In Francia i commenti suscitati dal conflitto russo-giapponese sono divisi tra filo-russi e filo-giapponesi. La linea di demarcazione tra i due schieramenti è spesso sorprendente, a dir poco in continua evoluzione, e si va a riversare sullo svolgimento del conflitto. Non è estranea alla volontà dei sostenitori di parte di vedere in questo conflitto un'espressione della "lotta di razza" quando non si oppongono in definitiva che due poteri aventi ciascuno ambizioni su o per la Cina, dopo l'Inghilterra, la Germania, la Francia o gli Stati Uniti. "Questo vivo interesse dell'opinione pubblica internazionale si basa su due caratteristiche salienti di questo antagonismo: il quadro globale della rivalità dei poteri in cui si inscrive, da un lato, e, dall'altro, il contesto universale di egemonia razziale che ricopre, ovverosia il confronto di un potere "bianco", preteso superiore, e un potere "giallo" giudicato inferiore. Per la prima volta senza dubbio nella storia, Occidente e Oriente, colonizzatori e indigeni, sono dunque spinti a seguire, con una intensità veramente condivisa, le peripezie della guerra."
Mentre il "pericolo giallo" sembrava dovesse venire dalla Cina ed essere causato da un massiccio afflusso dei suoi "400 milioni di anime" come sembra suggerire una statistica dell'epoca spesso ripetuta, questo pericolo ora viene dal Giappone. Da cinese, il pericolo diventa giapponese, senza perdere il suo "colore" e certi commentatori si incamminano a sperare che la Cina possa essere un baluardo contro l'inesorabile espansione giapponese. "Durante la guerra russo-giapponese, il "pericolo giallo" diventa una vera attualità, e si sarebbero trovati non pochi autori in simpatia con la Russia, o solamente attendisti, che vi avessero speso almeno qualche riga, quando non sono capitoli interi."

## Influenza culturale nelle opere di fantasia

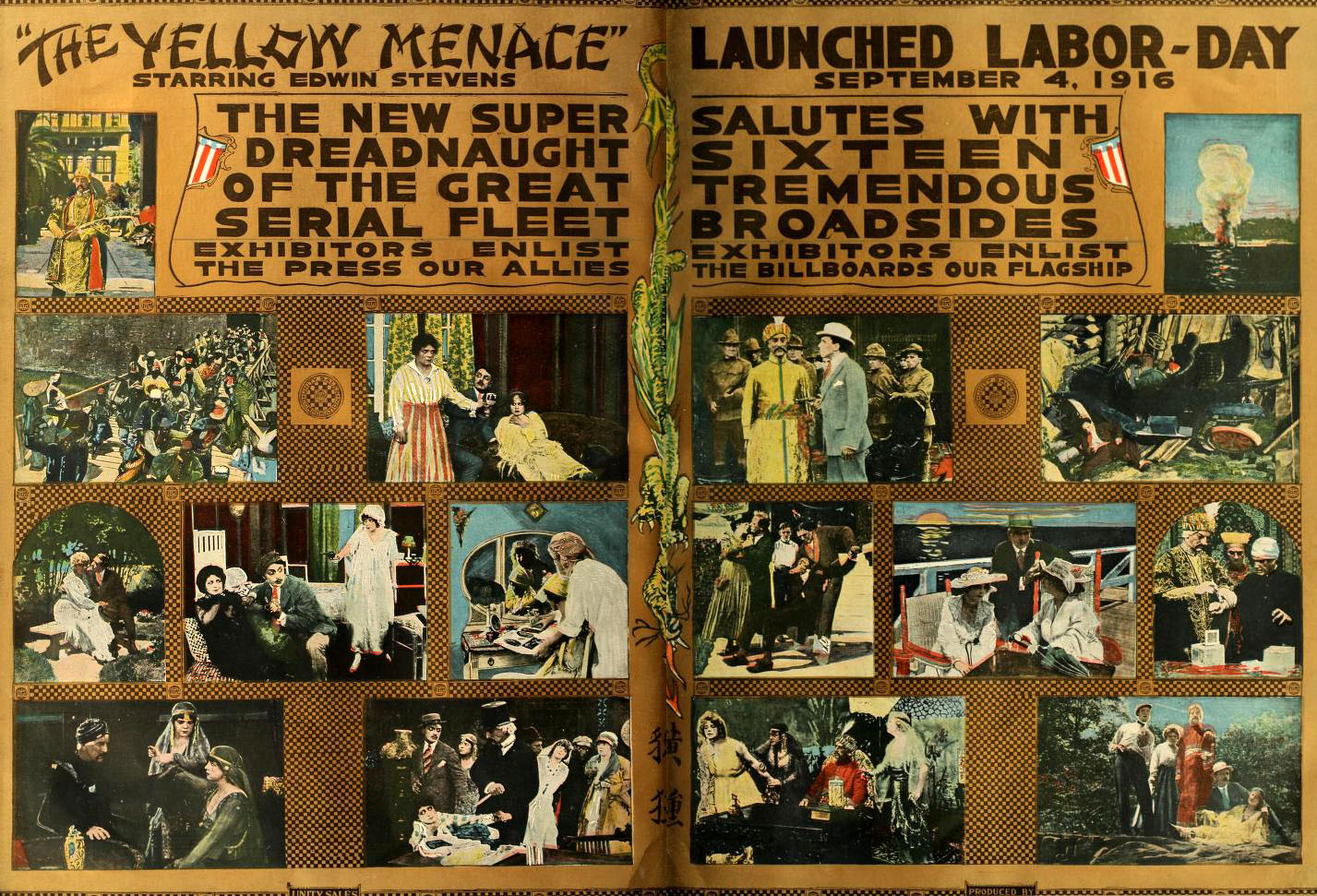
The Yellow Menace, un serial cinematografico del 1916 nel quale degli asiatici minacciano l'eroina.

Il pericolo giallo è stato un tema comune nelle opere di fantasia della letteratura popolare a partire dal primo Novecento, riflettendo gli stereotipi di razzismo (sinofobia e sentimento antigiapponese), imperialismo e colonialismo presenti nelle varie epoche, attraverso la lente della paranoia occidentale. Numerose opere collocabili nel genere della fantapolitica descrivono una possibile invasione da parte dei popoli orientali, spesso sfruttando gli elementi offerti dalla cronaca.
Tra i primi esempi negli Stati Uniti di questo filone, ancora prima che assumesse il suo nome distintivo, vi sono il romanzo Last Days of the Republic (1880) di Pierton W. Dooner e The Battle of the Wabash: A Letter from the Invisible Police (ottobre 1880 in The Californian) di Lorelle (uno pseudonimo), un racconto ambientato nel 2081; entrambi immaginano una sollevazione degli immigrati cinesi per assumere il controllo degli USA. Il filone fu comunque lanciato sulla stampa popolare dallo scrittore britannico M. P. Shiel nel 1898 con la serie di racconti The Yellow Danger (5 febbraio - 18 giugno 1898, col titolo The Empress of the Earth) "sfruttando i timori che le orde cinesi avrebbero potuto conquistare il mondo con la semplice forza dei numeri". Un successivo contributo dello stesso scrittore al tema, The Dragon (1º gennaio-15 marzo 1913 su Red Magazine col titolo To Arms!; rivisto come The Yellow Peril nel 1929) appare meno razzista e più fantascientifico.
Émile Driant, un ufficiale e attivista politico francese, scrisse con lo pseudonimo di Capitano Danrit il romanzo fantapolitico L'Invasion jaune ("l'invasione gialla") nel 1905. La storia descrive l'attacco a sorpresa contro il mondo occidentale da parte di un gigantesco esercito sino-giapponese, segretamente equipaggiato con armi di fabbricazione americana e segretamente addestrato nel remoto entroterra cinese. Il piano è ordito da un veterano giapponese della guerra russo-giapponese: uscito dal conflitto con un odio fanatico per gli occidentali, egli ha organizzato una società segreta diffusa in tutto il mondo dal nome di "Drago divorante" al fine di distruggere la civiltà occidentale.
Nel feuilleton proto-fantascientifico La Guerre infernale, scritto da Pierre Giffard e illustrato da Albert Robida nel 1908, si immagina un conflitto mondiale che ha luogo nel 1937 in cui Giappone e Cina approfittano delle rivalità tra potenze europee per muovere alla conquista della Russia.
La principessa delle rose, un romanzo fantapolitico del 1911 scritto tre anni prima dall'italiano Luigi Motta, è ambientato nel XXI secolo e descrive lo svolgimento di un conflitto combattuto con armi del futuro contro una confederazione asiatica nemica dell'Occidente.
Il romanzo di J. Allan Dunn The Peril of the Pacific, pubblicato a puntate nel 1916 sulla rivista pulp People's, descrive un tentativo di invasione dell'occidente degli Stati Uniti da parte del Giappone. Il romanzo, ambientato nel 1920, narra di una alleanza tra immigrati giapponesi in America e la Marina giapponese. Esso riflette l'ansia del tempo sullo status degli immigrati giapponesi, il 90% dei quali vivevano in California, e che erano esenti da ogni legislazione anti-immigrazione in conformità con il Gentlemen's Agreement del 1907. Il romanzo implica che la lealtà primaria degli immigrati giapponesi americani sia per la loro terra natale. The Yellow Menace, un serial cinematografico del 1916 in sedici episodi prodotto da William Steiner, narra di un fanatico mongolo che trama per distruggere gli Stati Uniti.

### Il personaggio di Fu Manchu
Tra le opere più rappresentative del filone del "pericolo giallo" vi sono i romanzi di Fu Manchu, scritti da Sax Rohmer a partire dal 1912, dove una coppia di investigatori nella più classica tradizione britannica, sir Denis Nayland Smith e il dottor Petrie di Scotland Yard, si battono contro le trame del Si-Fan, una società segreta comandata dal perfido e spietato dottor Fu Manchu, un supercattivo scienziato pazzo. All'inizio, l'obiettivo del Si-Fan è cacciare via gli europei dall'Asia; in seguito, il gruppo tenta di intervenire più generalmente nella politica mondiale, al contempo finanziandosi attraverso il crimine organizzato. Si ritiene che il personaggio di Fu Manchu possa essere stato modellato su quello del dottor Yen How, antagonista della già citata serie di racconti di M. P. Shiel, a sua volta ispirato alla figura storica del rivoluzionario cinese Sun Yat-sen (1866–1925). Com'era comune ai tempi, la descrizione di Fu Manchu è condita di stereotipi razziali:
(Sax Rohmer, The Insidious Dr. Fu Manchu, 1913)
Tra i numerosi adattamenti cinematografici dei romanzi di Rohmer, realizzati a partire dal 1923, il più celebre è probabilmente La maschera di Fu Manchu (The Mask of Fu Manchu, 1932), con Boris Karloff nel ruolo del titolo. Fu Manchu fu di poco anticipato dal diabolico giapponese dott. Tsarka in The Radium Terrors (gennaio-agosto 1911 in The Scrap Book) di Albert Dorrington, e imitato in modo plateale dai personaggi titolari delle riviste pulp The Mysterious Wu Fang (1935) e Dr Yen Sin (1936). Un altro cattivo immaginario di etnia cinese è Li Shoon, ideato negli stessi anni di Fu Manchu da H. Irving Hancock e pubblicato la prima volta nel 1916. Sulla scia di Fu Manchu si inserisce anche l'imperatore Ming lo spietato, arcinemico di Flash Gordon nelle strisce a fumetti (dal 1934) e quindi nel cinema, come pure il Dr. No, antagonista di James Bond nel romanzo Licenza di uccidere del 1958 di Ian Fleming e nel primo film dell'Agente 007 (1962).

### Jack London
Il racconto fantapolitico di Jack London del 1914 Guerra alla Cina. L'inaudita invasione (The Unparalleled Invasion), presentato come un saggio storico che narra gli eventi tra il 1976 e il 1987, descrive una Cina con una popolazione sempre in crescita che assoggetta e colonizza le nazioni vicine, con l'intenzione finale di assumere il dominio di tutto il pianeta. Allora le nazioni occidentali aprono una guerra biologica e bombardano la Cina con decine delle più contagiose malattie - tra cui vaiolo, febbre gialla, colera e peste nera - mentre i cinesi che cercano di fuggire vengono abbattuti da eserciti e flotte ammassati intorno alle loro frontiere terrestri e marittime e i sopravvissuti alla peste vengono invariabilmente messi a morte dalle spedizioni che entrano in Cina. Questo genocidio è descritto in modo molto dettagliato, e nel libro non è menzionata alcuna obiezione ad esso. La storia, in cui compaiono le espressioni "vita gialla" e "plebaglia gialla" ("yellow populace"), si conclude con "il risanamento della Cina" e la sua ricolonizzazione da parte degli occidentali, "il programma americano democratico", come scrive London.

### H. P. Lovecraft
H. P. Lovecraft provava una paura costante che la cultura asiatica avrebbe inghiottito il mondo, come si nota da diverse lettere e scritti, e alcuni dei suoi racconti lo riflettono: come L'orrore a Red Hook (The Horror At Red Hook, 1927), dove "immigrati dagli occhi a mandorla praticano riti innominabili in onore degli dei pagani alla luce della Luna", e Lui (He, 1925), dove al protagonista viene dato un assaggio del futuro: gli "uomini gialli" hanno conquistato il mondo, e ora ballano ai loro tamburi sulle rovine dell'uomo bianco:
(Howard Phillips Lovecraft, He)
Lovecraft è noto anche per aver espresso posizioni razziste, specialmente nel proprio epistolario; tra vari scritti e lettere, troviamo sfoghi violenti contro gli asiatici, come quando, dopo una visita nel 1922, parlava della Chinatown di New York come di «un immondezzaio» pieno di «suini dai formicolanti movimenti istintuali che nemmeno un biologo di rango sarebbe in grado di prevedere... un guazzabuglio bastardo di carni meticce in stufa senza intelletto, repellenti all'occhio, al naso e all'immaginazione... possa Dio spedirci una misericordiosa ventata di cianogeno che asfissi quell'aborto gigante e ripulisca quel posto ponendo fine alle sue pene».

### Altri scrittori
Nel romanzo Poirot e i quattro (The Big Four, 1927) di Agatha Christie, l'investigatore Hercule Poirot affronta un'organizzazione capeggiata dalle quattro maggiori menti criminali mondiali, guidata da un diabolico ed enigmatico mandarino cinese, che intende impadronirsi del mondo servendosi di potentissimi mezzi di distruzione. Il romanzo breve Armageddon 2419 AD di Philip Francis Nowlan, pubblicato per la prima volta nell'agosto 1928 e che costituisce l'inizio della serie popolare di lunga durata di Buck Rogers, raffigurava una futura America occupata e colonizzata da crudeli invasori provenienti dalla Cina, che l'eroe e i suoi amici procedono a combattere e uccidere in massa.
L'autore di pulp Arthur J. Burks scrisse una serie di undici racconti All Detective Magazine (1933–34) con protagonista il detective Dorus Noel in lotta contro una varietà di sinistri operatori nella Chinatown di Manhattan. Il romanzo Sesta colonna (Sixth Column, 1941) dello scrittore di fantascienza Robert A. Heinlein raffigura la resistenza americana a un'invasione da parte di un "impero PanAsiatico palesemente razzista e crudele al genocidio".
La storia a fumetti Il segreto dell'Espadon (Le secret de l'Espadon, 1946), primo racconto dedicato alle avventure di Blake e Mortimer scritto da Edgar P. Jacobs, è incentrato sulla minaccia di un "misterioso «Impero Giallo» nel cuore dell'Asia" (che ricorda sia l'Impero giapponese sia la Cina comunista), il quale bombarda le principali capitali europee (inclusa Mosca), dando inizio a una guerra lampo per il dominio del mondo.
Lo scrittore italiano Giovanni Papini nel suo romanzo Il libro nero - Nuovo diario di Gog (1951) dedica al tema un capitolo intitolato Visita a Lin Youtang (o del pericolo giallo), con un'intervista immaginaria a Lin Yutang.
Pericolo Giallo è il titolo un libro di Wang Lixiong, scritto sotto lo pseudonimo di Bao Mi, su una guerra civile nella Repubblica popolare cinese che diventa scambio nucleare e sommerge ben presto il mondo, causando la terza guerra mondiale. Wang Lixiong è stato un attivista e dissidente politico cinese; le sue pubblicazione seguono le proteste di piazza Tiananmen del 1989 e divenne popolare grazie a copie pirata distribuite in tutta la Cina, anche quando il libro venne vietato dal Partito Comunista Cinese. "Yellow Peril" è anche una canzone scritta e interpretata dai fondatori degli Steely Dan Donald Fagen e Walter Becker, prima del primo album come Steely Dan.